# Chaetopleurophora pygidialis
Chaetopleurophora pygidialis är en tvåvingeart som beskrevs av Schmitz 1941. Chaetopleurophora pygidialis ingår i släktet Chaetopleurophora och familjen puckelflugor. Inga underarter finns listade i Catalogue of Life.